# Vilém Zajíc z Valdeka na Židlochovicích
Vilém Zajíc z Valdeka na Židlochovicích († 1. listopadu 1420) byl český pán pocházející z českého rodu pánů z Valdeka.
Původ Viléma Zajíce je nejasný. Jeho otec se jmenoval Zbyněk Zajíc a matka Kateřina, kteří pocházeli ze středních Čech, kde měli velmi malý majetek. Měl sestru Jitku provdanou zřejmě za Hynka z Pacova, hejtmana Markrabství moravského.
Vilém Zajíc začínal svou kariéru jako námezdní žoldnéř ve službách moravského markraběte Jošta Lucemburského, který vedl boje se svým bratrem Prokopem v moravských markraběcích válkách. V roce 1399 se boje na Moravě rozhořely znovu a Vilém Zajíc se tentokráte nechal naverbovat na opačnou stranu mladšího markraběte Prokopa. Po ukončení bratrovražedných válek vstoupil opět do služeb markraběte Jošta, tentokrát na poli diplomatickém. V té době se oženil s vdovou po Joštově komorníku Jindřichu z Rabštejna Dorotou a získal do zástavy statek Židlochovice, po kterém se psal.
Roku 1403 vykonal Vilém Zajíc pouť do Říma a roku 1405 pouť do Santiaga de Compostela. Jeho moc se zvyšovala a v roce 1407 mu dal markrabě Jošt zapsat Židlochovice, kde stála výstavná tvrz, dědičně. v témže roce vykonal Vilém Zajíc svoji diplomatickou misi do Francie. Jošt ho na samém konci roku 1407 jmenoval hejtmanem Lucemburského vévodství, které potřeboval zajistit a kde potřeboval převzít vládu. Kromě toho se Vilém Zajíc účastnil diplomatických jednáních v Praze na dvoře Václava IV., v Braniborsku, Dolní Lužici i na Moravě. Též se účastnil zasedání zemských soudů v Praze, Brně i v Olomouci.
Po smrti markraběte Jošta se dal Vilém Zajíc do služeb krále Václava IV. V roce 1412 si koupil Starém městě Pražském dům. Zde však nenašel očekávané uplatnění a tak vstoupil do služeb Zikmunda Lucemburského. Zde byla jeho služba úspěšnější, Vilém Zajíc dosáhl titulu dvorského rady. V závěru roku 1414 odešel do Kostnice, kde se konal církevní koncil. Dostal úkol donutit mistra Jana Husa k ústupkům. Vilém Zajíc vedl i řadu dalších diplomatických jednání a Zikmund ho pověřil i zařizováním různých záležitostí. Koncem roku 1417 se Vilém Zajíc vrátil na Moravu, kde se účastnil zasedání zemských soudů, ovšem v druhé polovině roku následujícího působil opět v Zikmundových službách. V této době obdržel od Zikmunda větší sumu peněz, za kterou obdržel do zástavy biskupský hrad Blansek s panstvím. Roku 1419 koupil Jan Zajíc tvrz v Nosislavi se vsí a se dvorem.
V roce 1420 se účastnil Zikmundova tažení do Čech a obklíčení Prahy před bitvou na Vítkově. 1. listopadu 1420 se spolu s dalšími moravskými pány zúčastnil bitvy pod Vyšehradem, kde nalezl svou smrt. Zemřel bez mužských potomků.